# Апостольская администратура Атырау
Апо́стольская администрату́ра Атыра́у (лат. Apostolica Administratio Atirauensis) — римско-католическая апостольская администратура с центром (кафедрой) в городе Атырау (Казахстан). Подчинена архиепархии Пресвятой Девы Марии. Территория епархии охватывает Актюбинскую, Западно-Казахстанскую, Мангистаускую и Атыраускую область.

## История

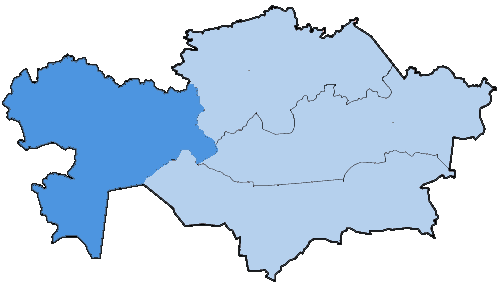
Расположение апостольской администратуры Атырау на карте Казахстана

7 июля 1999 года была образована апостольская администратура с центром в Атырау, подчинённая Карагандинской епархии. В 2003 году она стала администратурой-суффраганом вновь образованной архиепархии Пресвятой Девы Марии. Хотя апостольские администратуры с центрами в Алма-Ате и Караганде были повышены в статусе до епархий, администратура с центром в Атырау оставлена в своём статусе из-за малочисленности католиков в этом регионе.
Главным храмом апостольской администратуры является собор Преображения Господня в Атырау, освящённый в августе 2002 года. В настоящее время администратуру возглавляет священник Петер Скамар, сменивший на этом посту Дариуша Бураса, занимавшего этот пост по 8 декабря 2020 года.

## Апостольские администраторы
- епископ Януш Калета (7 июля 1999 — 5 февраля 2011);
  - епископ Януш Калета, апостольский администратор ad nutum Sanctae Sedis (5 февраля 2011 — 7 декабря 2012);
- епископ Аделио дель’Оро (7 декабря 2012 — 16 мая 2015);
- священник Дариуш Бурас (16 мая 2015 — 8 декабря 2020);
  - священник Петер Сакмар, апостольский администратор sede vacante et ad nutum Sanctae Sedis (с 8 декабря 2020 года).

## Статистика
По данным на 2017 год на территории апостольской администратуры имелось 6 приходов в городах Атырау, Актобе, Хромтау, Уральск, Актау и Кульсары, 9 священников. Общее число католиков оценивается в 2 650 человек
| год  | население | население | население | священники | священники        | священники         | священники                           | постоянные диаконы | монахи  | монахи  | приходы |
| год  | католики  | всего     | %         | всего      | белое духовенство | черное духовенство | число католиков на одного священника | постоянные диаконы | мужчины | женщины | приходы |
| ---- | --------- | --------- | --------- | ---------- | ----------------- | ------------------ | ------------------------------------ | ------------------ | ------- | ------- | ------- |
| 2000 | 160       | 2.670.000 | 0,0       | 3          | 3                 |                    | 53                                   |                    |         |         | 1       |
| 2002 | 2.600     | 2.204.000 | 0,1       | 3          | 3                 |                    | 866                                  |                    |         |         | 2       |
| 2003 | 2.600     | 2.204.000 | 0,1       | 3          | 3                 |                    | 866                                  |                    |         | 3       | 2       |
| 2004 | 2.600     | 2.204.000 | 0,1       | 7          | 5                 | 2                  | 371                                  |                    | 2       | 2       | 5       |
| 2005 | 2.600     | 2.204.000 | 0,1       | 7          | 5                 | 2                  | 371                                  |                    | 2       | 2       | 5       |
| 2007 | 2.600     | 2.149.282 | 0,1       | 8          | 8                 |                    | 325                                  |                    |         | 3       | 6       |
| 2010 | 2.600     | 2.150.000 | 0,1       | 7          | 7                 |                    | 371                                  |                    |         | 8       | 6       |
| 2014 | 2.000     | 2.395.000 | 0,1       | 8          | 8                 |                    | 250                                  |                    |         | 4       | 6       |
| 2017 | 2.650     | 2.587.400 | 0,1       | 9          | 9                 |                    | 294                                  |                    |         | 5       | 6       |